# 박서현
박서현(2005년 3월 22일 ~ )웹드라마인 치즈필름에 출연했던 배우이다. 중2병 역할로 첫 등장을 했으며 당시 실제 중2라는 점에서 큰 재미를 불러 일으켰다.

## 경력
- 2019 웹드라마 치즈필름 주연 - 서현役
- 2020 웹드라마 치즈필름 주연 - 서현 役